# Rejon kelmieniecki
Rejon kelmieniecki – jednostka administracyjna w składzie obwodu czerniowieckiego Ukrainy.
Utworzony w 1960. Ma powierzchnię 670 km². Siedzibą władz rejonu są Kelmieńce.
Na terenie rejonu znajduje się 1 osiedlowa rada i 24 silskie rady, obejmujące w sumie 32 miejscowości.

## Spis miejscowości
- Babin (Бабин)
- (Бернове)
- (Браїлівка)
- (Бузовиця)
- (Бурдюг)
- (Дністрівка)
- (Грушівці)
- (Іванівці)
- (Козиряни)
- Komarów[2]  (Комарів)
- (Коновка)
- (Кроква)
- Kelmieńce (Кельменці)
- (Ленківці)
- (Лівинці)
- (Лукачівка)
- (Майорка)
- (Макарівка)
- (Михайлівка)
- (Мошанець)
- (Нагоряни)
- Nielipowce[3] (Нелипівці)
- (Новоселиця)
- (Оселівка)
- (Перківці)
- (Подвір'ївка)
- (Путрине)
- (Росошани)
- (Слобідка)
- (Вартиківці)
- (Вовчинець)
- Woronowica[4] (Вороновиця)
- (Зелена)